# Río Souparnika
El río Souparnika es un río que fluye por Kundapur y Gungulli en el estado de Karnataka, en el oeste de la India.
En su recorrido se une con el río Varahí, el río Kedaka,  el río Chakra y el río Kubja para finalmente desembocar en el mar de Omán.
- Datos: Q3322775